# Andrea Allio der Ältere
Andrea Allio der Ältere (auch: Aglio, Alio, D'Allio) (* ?; † nach 1652) war im 17. Jahrhundert ein italienischer Barock-Baumeister in Wien.

## Leben
Er entstammt einer weitverzweigten Familie von Bau- und Maurermeistern, Steinmetzen, Bildhauern oder Stuckateuren aus der Umgebung des Comer See, aus Scaria im Val d’Intelvi. Seine genauen Lebensdaten sind unbekannt. Er kam als verheirateter Mann in den 1620er Jahren nach Wien und ist dort 1630 in die Liste der „zünftigen Maurermeister“ eingetragen. 1644 arbeiten 22 Gesellen in seinem Betrieb. Die letzte urkundliche Nachricht von ihm stammt von 1652.
Wo und wann er geboren wurde bzw. verstarb, ist unbekannt.

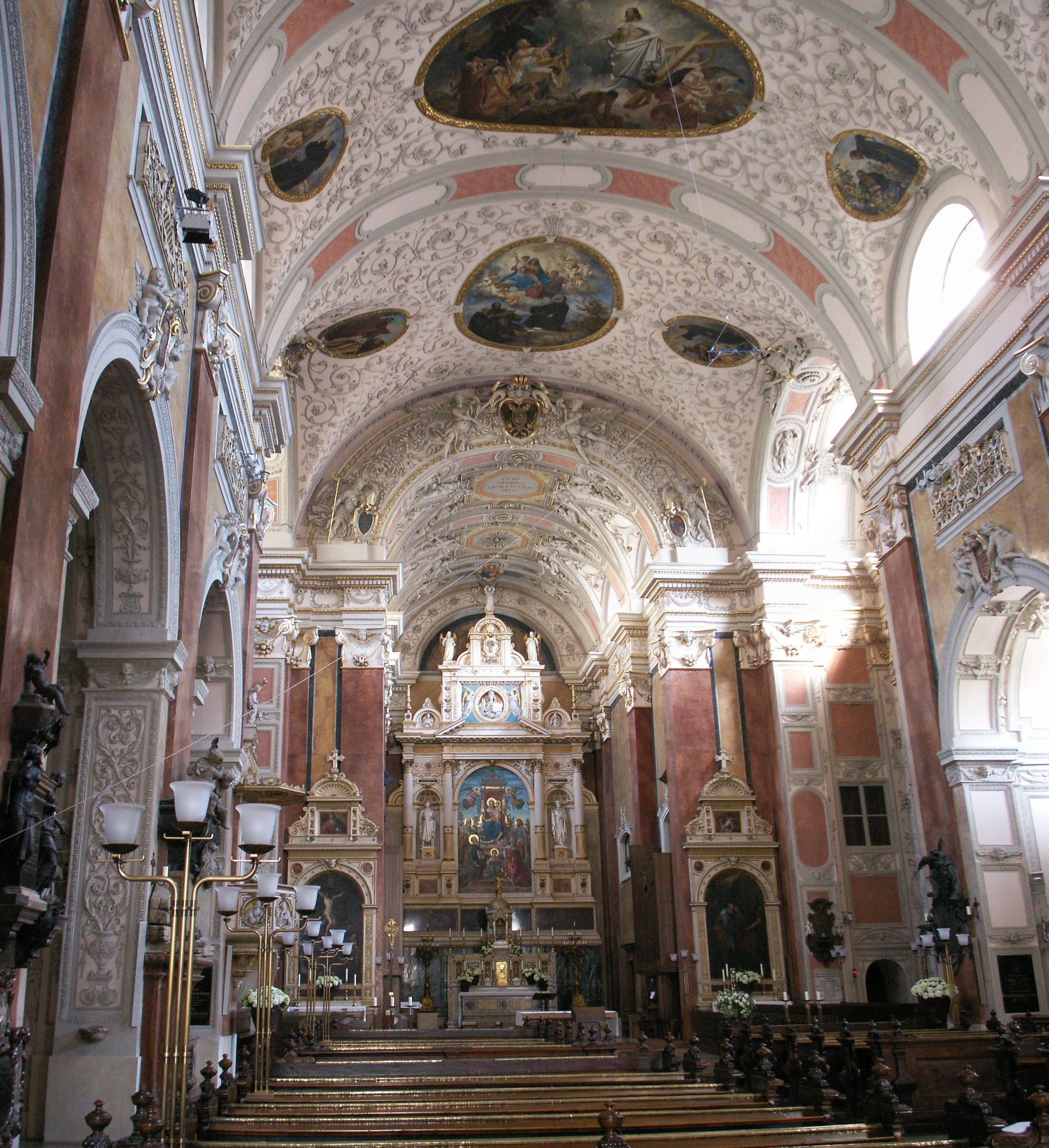
Schottenkirche Wien

## Werk
Am 2. März 1643 beauftragte der Abt des Wiener Schottenstiftes, Anton Spindler von Hoffegg (reg. 1642–1648), ihn und seinen Cousin Andrea Allio den Jüngeren, ebenfalls Baumeister, mit der Weiterführung des 1638 begonnenen Teil-Neubaus der baufälligen und bereits teilweise eingestürzten und abgerissenen gotischen Benediktiner-Abteikirche in der Freyung. Sie bauten Quer- und Hauptschiff in derselben Höhe, so dass eine Kreuzesform entstand. Unter Einbeziehung romanischer Mauern schufen sie eine tonnengewölbte Wandpfeilerbasilika im Stil des italienischen Frühbarocks. Die Pläne stammten von den Architekten Antonio Carlone und Marco Martino Spazzio. Auch bauten die Allios die Gruft um und sie veränderten die Westfassade, wobei die zwei Türme nicht fertiggestellt wurden. Als weiterer Wiener Baumeister war Silvestro Carlone beteiligt. Sämtliche Steinmetzarbeiten führte Hofsteinmetzmeister Peter Concorz aus, der dazu einen der Steinbrüche im kaiserlichen Steinbruch am Leithaberg erwarb. 1648 erfolgte die Kirchenweihe.
Einzig bekannte Arbeit Andrea Allios ist der Umbau der Schottenkirche gemeinsam mit seinem Cousin Andrea Allio d. J. im
Jahr 1643. 1644 beschäftigte er 22 Gesellen in seinem Betrieb. 1646 wurde er im Ereignisprotokoll unter den 31 Meistern genannt. Laut M. Riesenhuber scheint er 1652 noch in Urkunden auf (Riesenhuber, 1924, S. 215).